# فياتسكيي بولياني
فياتسكيي بولياني (بالروسية: Вятские Поляны) هي إحدى مدن روسيا في الكيان الفدرالي الروسي كيروف أوبلاست.